# Фуресё (озеро)
Фу́ресё (дат. Furesø, Furesøen, Fure Sø, Fuersø, Fure) — проточное озеро в регионе Ховедстаден на востоке Дании. Располагается на территории трёх коммун: Фуресё, Рудерсдаль и Люнгбю-Торбек. Глубочайшее (37,7 м) озеро страны.
Название озера происходит от *fur в значении «огонь», что истолковывается как «озеро, вода которого сверкает подобно огню».
Озеро находится находится на высоте 20 м над уровнем моря в 15 км к северо-западу от Копенгагена на северо-востоке острова Зеландия. Основная часть акватории имеет среднюю глубину 16,5 м, кроме Сторекальва — крупного относительно мелководного залива на северо-востоке со средней глубиной 2,5 м. В наиболее глубокой части озера дно сильно бугристое, местами с резкими перепадами высот на крутых обрывах до 20 м. В начале XX века вода в Фуресё была настолько чистой, что глубина видимости достигала 9 м, но из-за дальнейшего загрязнения прозрачность существенно снизилась и ныне составляет 1,5—3 м. Водообмен происходит за 10—15 лет. С западной стороны Фуресё сообщается с соседним меньшим озером Фарум-Сё. Сток идёт на восток в пролив Эресунн по реке Мёлльоэн (Мёлльо), пересекающей озеро с запада на юго-восток.